# David Childs (Politikwissenschaftler)

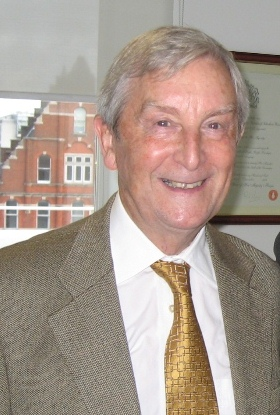
David Childs (2008)

David Haslam Childs (* 25. September 1933 in Bolton) ist ein britischer Politikwissenschaftler.

## Leben
Childs wurde 1933 als eines von zwei Kindern und einziger Sohn des Industriearbeiters John Arthur Childs, nachmaliger Bürgermeister von Bolton, geboren.
Er besuchte das Thornleigh Salesian College in Bolton und studierte an der London School of Economics and Political Science (B.Sc. 1956) und mit einem Stipendium des British Council an der Universität Hamburg. 1962 erwarb er einen Ph.D. von der University of London. Bis 1961 war er als Lehrer in London tätig. Von 1961 bis 1964 war er für das Fernsehen als Drehbuchautor tätig  (u. a. Associated Television). Danach arbeitete er erneut im Schuldienst.
Childs trat bei den Britischen Unterhauswahlen 1964 für die Labour Party im Wahlkreis Rugby an. Er unterlag mit 41,2 Prozent gegen Roy Wise (Conservative Party), der 45,1 Prozent erhielt.
Im Jahre 1966 wurde er Lecturer an der University of Nottingham, später dann Senior Lecturer und Reader in Politikwissenschaften am Department of Politics. Heute ist er Emeritus Professor of Politics. Er gilt für Politik und Medien als wichtiger Ansprechpartner im Bereich Politische Geschichte Englands. Er ist neben vielen anderen Büchern u. a. Autor von Britain since 1945. A Political History (7. Ausgabe 2012). Zwischen 1988 und 2013 schrieb er etliche Nachrufe in der britischen Tageszeitung The Independent.
Childs war Gründungsmitglied der Association for the Study of German Politics (ASGP), der er von 1981 bis 1986 vorstand. Außerdem ist er u. a. Mitglied der British-German Association (BGA), der Europäischen Bewegung International und der Gesellschaft für Deutschlandforschung (GfD). 1990 wurde er in die Royal Society of Arts (RSA) gewählt.
Während des Kalten Krieges wurde er, der als Kenner beider deutscher Staaten gilt, durch das Ministerium für Staatssicherheit bei seinen Besuchen in der DDR in den 1970er und 1980er Jahren, teilweise auch in England, beobachtet.
Childs ist verheiratet und Vater von zwei Kindern.

## Ehrungen
- Bundesverdienstkreuz am Bande (15. November 2012)[1]

## Schriften
- From Schumacher to Brandt. The story of German socialism 1945-1965. Pergamon Press, Oxford u. a. 1966.
- East Germany (= Nations of the modern world). Fraeger, New York 1969.
- Germany since 1918.  Batsford, London 1971.
- Marx and the Marxists. An outline of practice and theory. Barnes & Noble Books, London u. a. 1973.
- Britain since 1945. A political history. Benn, London 1979.
- mit Jeffrey Johnson: West Germany. Politics and society. Croom Helm, London 1981, ISBN 0-7099-0702-8.
- The GDR. Moscow's German ally. Allen & Unwin, London u. a. 1983, ISBN 978-0-04-354029-9.
- mit Thomas A. Baylis, Marilyn Rueschemeyer (Hrsg.): East Germany in comparative perspective. Routledge, London u. a. 1989, ISBN 0-415-00496-9.
- Britain since 1939. Progress and decline. Macmillan, Basingstoke 1995, ISBN 0-333-48681-1.
- mit Richard Popplewell: The Stasi. Ehe East German intelligence and security service. Macmillan Press, Houndmills u. a. 1996, ISBN 0-333-63094-7.
- The two red flags. European social democracy and Soviet communism since 1945. Routledge, London u. a. 2000, ISBN 0-415-22195-1.
- The fall of the GDR. Germany's road to unity (= Themes in modern German history series). Longman, Harlow u. a. 2001, ISBN 0-582-31569-7.